# Zuidwelle
Zuidwelle (ook gespeld als Zuid Welle of Zuid Wellant) was een dorp en ambacht op het Nederlandse eiland Schouwen-Duiveland, provincie Zeeland.
De naam verwijst naar de welle oftewel kade waarmee een kreek was afgedamd: het dorp ten noorden van deze welle werd aangeduid als Noordwelle, het dorp ten zuiden van de welle kreeg de naam Zuidwelle.

## Geschiedenis
De dorpen en ambachten Noordwelle en Zuidwelle maakten deel uit van de heerlijkheid Welland. In 1226 werd voor het eerst melding gemaakt van Welland, terwijl het dorp Zuidwelle voor het eerst in de bronnen opdook in 1313. Overigens zal de parochie al in tweede helft van de 12e eeuw zijn gesticht.

### Inundatie
In de jaren 1575-1576 vond er op Schouwen-Duiveland een hevige strijd plaats tussen het Spaanse leger en de troepen van Willem van Oranje. Om de stad Zierikzee te beschermen tegen de Spanjaarden werd gekozen voor inundatie: de dijken van Schouwen werden doorgestoken en het binnenland overstroomde. Dit betekende het einde voor Zuidwelle: het dorp raakte overstroomd en de bevolking vluchtte naar elders.
De ambachtsheer kreeg in 1582 toestemming om de beschadigde kerk van Zuidwelle af te breken en de stenen te verkopen, zodat het herstel van de kerk van Noordwelle gefinancierd kon worden. Johannes Veen, de laatste pastoor van Zuidwelle, werd nu pastoor in Noordwelle.
Na het verdwijnen van Zuidwelle werden nog regelmatig beenderen aangetroffen op de plek van het voormalige kerkhof.

## Mottekasteel
In Zuidwelle bevond zich in de middeleeuwen een mottekasteel. De locatie stond in 1599 bekend als Hofburch. De motteheuvel werd nog vóór 1834 afgegraven, maar de structuren bleven wel bewaard: het ronde, omgrachte perceel bestond in 1882 nog en werd toen aangeduid als Bergweitje.
Mogelijk was het kasteel de verblijfplaats van de ambachtsheer.

## Wapen
Het wapen van Zuidwelle was gelijk aan dat van Noordwelle. De heerlijkheid Welland had een gelijksoortig wapen, maar dan met een zilveren middenstuk.